# Istituto per le piante da legno e l'ambiente
L'Istituto per le piante da legno e l'ambiente, in acronimo IPLA, è una società per azioni a capitale interamente pubblico, che, nei confronti della Regione Piemonte, azionista di maggioranza accanto alla Regione Autonoma Valle d'Aosta e al Comune di Torino, svolge il ruolo di struttura tecnica di riferimento per lo sviluppo di azioni innovative e per il sostegno alle politiche in campo forestale-ambientale e nell'ambito delle risorse energetiche. Nacque nel 1954 come istituto di ricerca privato con il nome di Istituto nazionale per le piante da legno "G. Piccarolo" e divenne di proprietà pubblica nel 1979.

## Attività
L'IPLA svolge attività di gestione, di ricerca applicata e di sperimentazione. In quanto struttura a elevata e diversificata specializzazione, rappresenta uno strumento tecnico-scientifico a supporto delle politiche di tutela, pianificazione, sviluppo e valorizzazione del patrimonio ambientale e naturalistico, in particolare nelle aree protette e in ambito forestale, e del razionale utilizzo delle risorse primarie. Su mandato degli enti pubblici proprietari progetta, realizza e gestisce direttamente le attività nei campi del legno e delle foreste
L'Istituto opera al servizio del territorio, ma conduce anche, dal punto di vista tecnico-scientifico e sempre su mandato della Regione Piemonte, progetti di cooperazione internazionale in Paesi emergenti in materia di ambiente, territorio e sviluppo sostenibile.
L'attività dell'IPLA si rivolge ai propri azionisti e si muove nel campo degli "studi specialistici nei campi della pedologia, della micologia e patologia forestale, della flora, vegetazione e foreste, della cartografia tematica, [...] dei rifiuti e delle biomasse".
Dal 2007, con l'entrata in vigore del decreto Bersani bis, l'attività si rivolge unicamente in favore dei propri soci ma l'Istituto, in passato, ha operato anche in base a convenzioni o partnership con altri enti o soggetti, come ad esempio la stesura per la Regione Liguria de I tipi forestali della Liguria, completato nel 2008. Inoltre, nelle materie di propria competenza - ambiente, territorio e sviluppo sostenibile, su mandato dei propri azionisti, opera in progetti di cooperazione internazionale con paesi in via di sviluppo.

## Storia
L'IPLA fu fondato nel 1979, con legge regionale del Piemonte 8 marzo 1979, n. 12  con l'acquisizione e la trasformazione del centro di ricerca delle Cartiere Burgo, precedentemente denominato Istituto nazionale per le piante da legno "G. Piccarolo", INPL, la cui storia pluritrentennale era iniziata nel 1954. Nella sua vecchia configurazione INPL era già attivo nella ricerca agronomica ed aveva sviluppato nuovi concimi e fertilizzanti come ad esempio un prodotto noto come Humus Burgo 80.
Nel 1989 la società conobbe un periodo di difficoltà legate ad indagini su alcuni atti amministrativi assunti dall'Istituto, difficoltà che sfociarono anche in una serie di proteste da parte dei dipendenti. Fino al 2007 IPLA operava per vari enti pubblici e privati italiani in particolare sui temi della forestazione e della selvicoltura. Tra le principali attività dell'istituto va segnalata l'elaborazione di carte forestali, pedologiche, inventari forestali e dei tipi forestali delle varie regioni committenti, mentre successivamente l'attività dell'Istituto, a seguito delle novità introdotte dal decreto Bersani bis, si è focalizzata sulle commesse dei propri soci.